# CrazyBeats
CrazyBeats（クレイジービーツ）とはユーロビートを中心としたクラブ音楽を同人音楽サークル。

## 参加メンバー
- もっちー（サークル代表、ノンストップミックス担当）   プロデューサー、DJ、ノンストップを主に担当している。[1]
- Tsukasa（アレンジ担当）  東方ユーロビート楽曲のほとんどの楽曲のアレンジを担当している。[1]
- さいとうかおり（作詞担当）  ほとんどの曲の作詞を担当している。英語も堪能で英詞もすべて担当している。[1]
- BeatCharger（アレンジ担当）  東方ユーロビートの楽曲のアレンジを担当、T-SELECTIONシリーズでは毎回1-2曲制作している。
- NAGISA（ボーカル担当）  商用ユーロビート、東方ユーロ界隈で歌唱が多い。  2019年に正式にサークルメンバーとして加入。[1]
- なまずくん（ジャケットなどのデザイン担当）  ジャケット、特典物などのデザインをすべて担当。自称ひきこもり。

## ディスコグラフィー
| 品番      | タイトル                             | 頒布開始日(イベント名)             | 収録曲数 |
| --------- | ------------------------------------ | ---------------------------------- | -------- |
| CBIT-0001 | 頭文字T T-SELECTION Vol.01           | 2015/08/14(コミックマーケット８８) | 8        |
| CBIT-0002 | 頭文字T T-SELECTION Vol.02           | 2015/12/30(コミックマーケット８９) | 8        |
| CBIT-0003 | 頭文字T T-SELECTION Vol.03           | 2016/08/13(コミックマーケット９０) | 8        |
| CBIT-0004 | TOHO EURO NIGHT ONE                  | 2016/08/13(コミックマーケット９０) | 12       |
| CBIT-0005 | 頭文字T T-SELECTION VOL.04           | 2016/12/29(コミックマーケット９１) | 8        |
| CBIT-0006 | SUPER CRAZY EURO -THE BEST OF SES-   | 2016/12/29(コミックマーケット９１) | 20       |
| CBIT-0007 | 頭文字T T-SELECTION VOL.05           | 2017/08/11(コミックマーケット９２) | 8        |
| CBIT-0008 | TOHO EURO NIGHT TWO                  | 2017/08/11(コミックマーケット９２) | 14       |
| CBIT-0009 | 花たん東方BEST「Crazy Flower BEST」  | 2017/08/11(コミックマーケット９２) | 10       |
| CBIT-0010 | 頭文字T T-SELECTION VOL.06           | 2017/12/29(コミックマーケット９３) | 8        |
| CBIT-0011 | THE BEST OF 頭文字T「SHOCKING BEST」 | 2017/12/29(コミックマーケット９３) | 36       |
| CBIT-0012 | 黒崎れおん東方ベスト「東方紅女物語」 | 2017/12/29(コミックマーケット９３) | 8        |
| CBIT-0013 | 頭文字T T-SELECTION Vol.07           | 2018/08/10(コミックマーケット９４) | 8        |
| CBIT-0014 | TOHO EURO NIGHT THREE                | 2018/08/10(コミックマーケット９４) | 14       |
| CBIT-0015 | 加藤ありさ東方ベスト「東方魔猫娘伝」 | 2018/08/10(コミックマーケット９４) | 9        |
| CBIT-0016 | 頭文字T T-SELECTION Vol.08           | 2018/12/30(コミックマーケット９５) | 8        |
| CBIT-0017 | うさ東方ベスト「東方兎々歌抄」       | 2018/12/30(コミックマーケット９５) | 9        |
| CBIT-0018 | 頭文字T T-SELECTION Vol.09           | 2019/08/12(コミックマーケット９６) | 8        |
| CBIT-0019 | TOHO EURO NIGHT FOUR                 | 2019/08/12(コミックマーケット９６) | 14       |
| CBIT-0020 | TOHO DANCE PARTY 01                  | 2019/08/12(コミックマーケット９６) | 7        |
| CBIT-0021 | 頭文字T T-SELECTION Vol.10           | 2019/12/31(コミックマーケット９７) | 8        |
| CBIT-0022 | TOHO DANCE PARTY 02                  | 2019/12/31(コミックマーケット９７) | 7        |
| CBIT-0023 | THE BEST OF 頭文字T「EXCITING BEST」 | 2019/12/31(コミックマーケット９７) | 37       |
| CBIT-0024 | TOHO DANCE MIX                       | 2020/08/09(東方名華祭14)           | 30       |
| CBIT-0025 | TOHO EURO SPLASH 1                   | 2020/10/11(東方紅楼夢)             | 7        |